# Latite
La latite è una roccia ignea effusiva intermedia, della serie magmatica calc-alcalina, corrispondente effusivo delle monzoniti.  La tessitura, ipocristallina, è afanitica e porfirica. Il colore generalmente è grigio scuro.

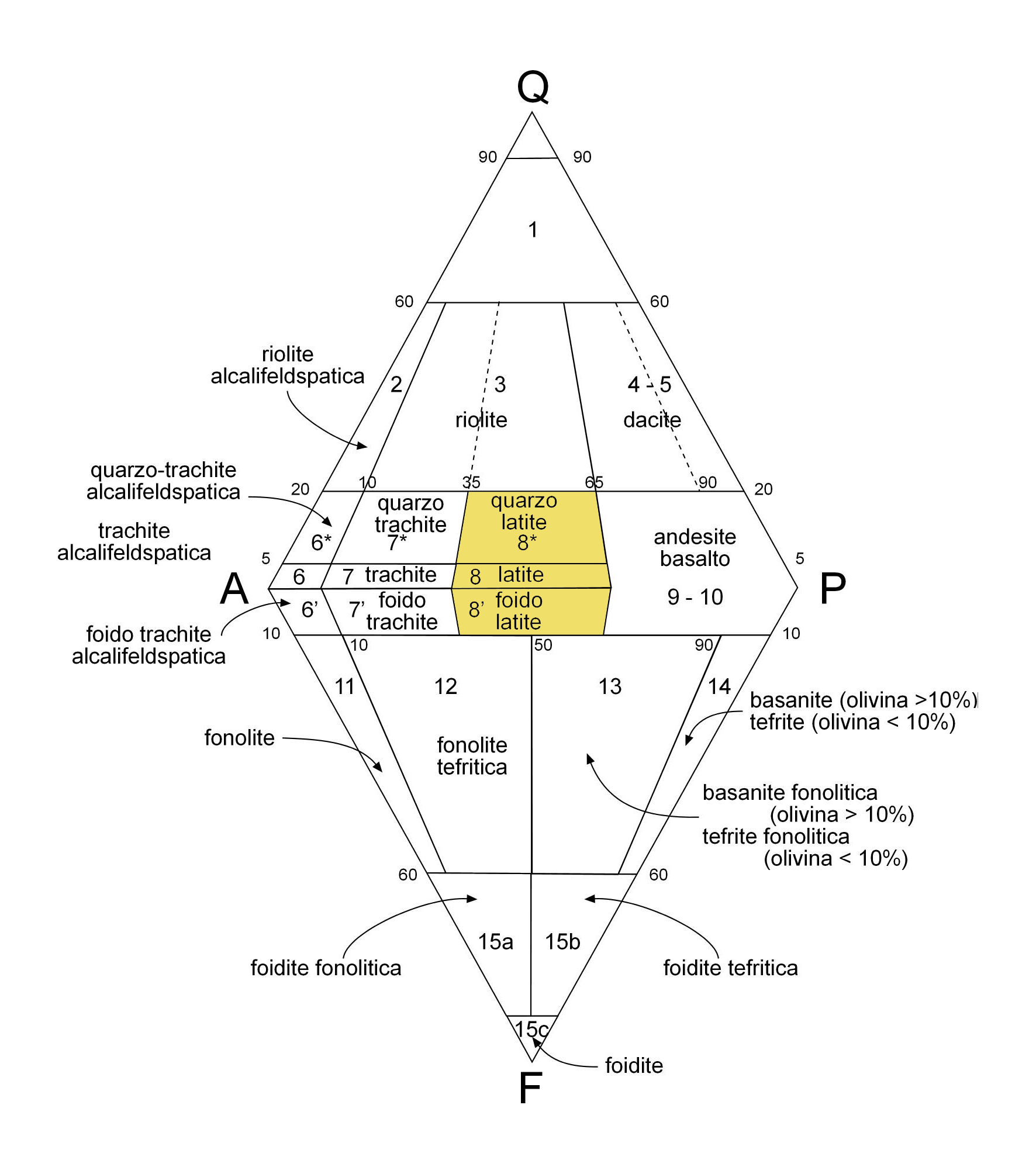
Posizione delle latiti nel diagramma QAPF

È caratterizzata dalla presenza di prevalenti fenocristalli idiomorfi di plagioclasio ricco in calcio e in minor quantità di biotite, ortopirosseni e clinopirosseni ricchi in magnesio, immersi in una pasta di fondo a tessitura "trachitica", ossia costituita prevalentemente da microliti, isorientati per flusso magmatico, di feldspato potassico. Olivina e ossidi di ferro-titanio sono frequenti accessori. Il plagioclasio costituisce dal 35 al 65% del volume totale dei feldspati. Il quarzo, se presente nella massa di fondo, non supera il 5% del volume totale della roccia, che pertanto si può definire satura in silice.  Se il quarzo è in quantità maggiore, fino al 20% del volume totale della roccia, si passa alle quarzo-latiti. Le latiti a foidi contengono fino al 10% in volume di feldspatoidi e/o olivina.

## Etimologia
Latite viene da Latium, nome latino del Lazio, regione dove la roccia fu vista e classificata per la prima volta.

## Distribuzione
In Italia:
- Provincia magmatica toscana (Quaternario): Monti Cimini e Monte Amiata (latiti e olivin-latiti)[1]
- Provincia magmatica del Lazio (Quaternario): Complesso vulcanico di Vico[1]
- Isole Eolie (Quaternario): Lipari e Vulcano[1]
- Colli Euganei (Oligocene inf.): Monte Sengari, Monte Cecilia[2].